# Leonhard Niederlöhner

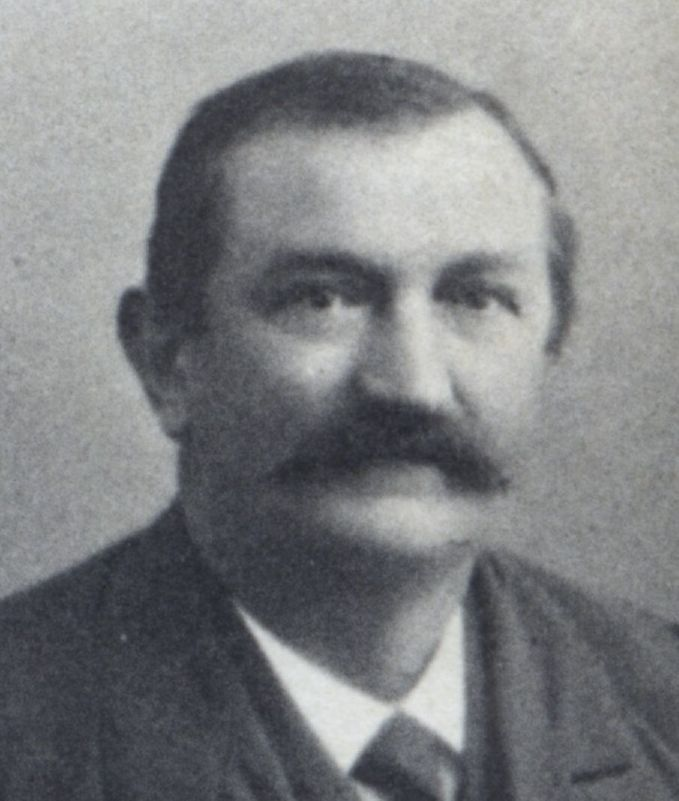
Leonhard Niederlöhner als Reichstagsabgeordneter 1912

Leonhard Niederlöhner (* 12. April 1854 in Obermögersheim; † 20. November 1930 ebenda) war ein deutscher Gastwirt, Landwirt, Bürgermeister und Mitglied des Deutschen Reichstags.

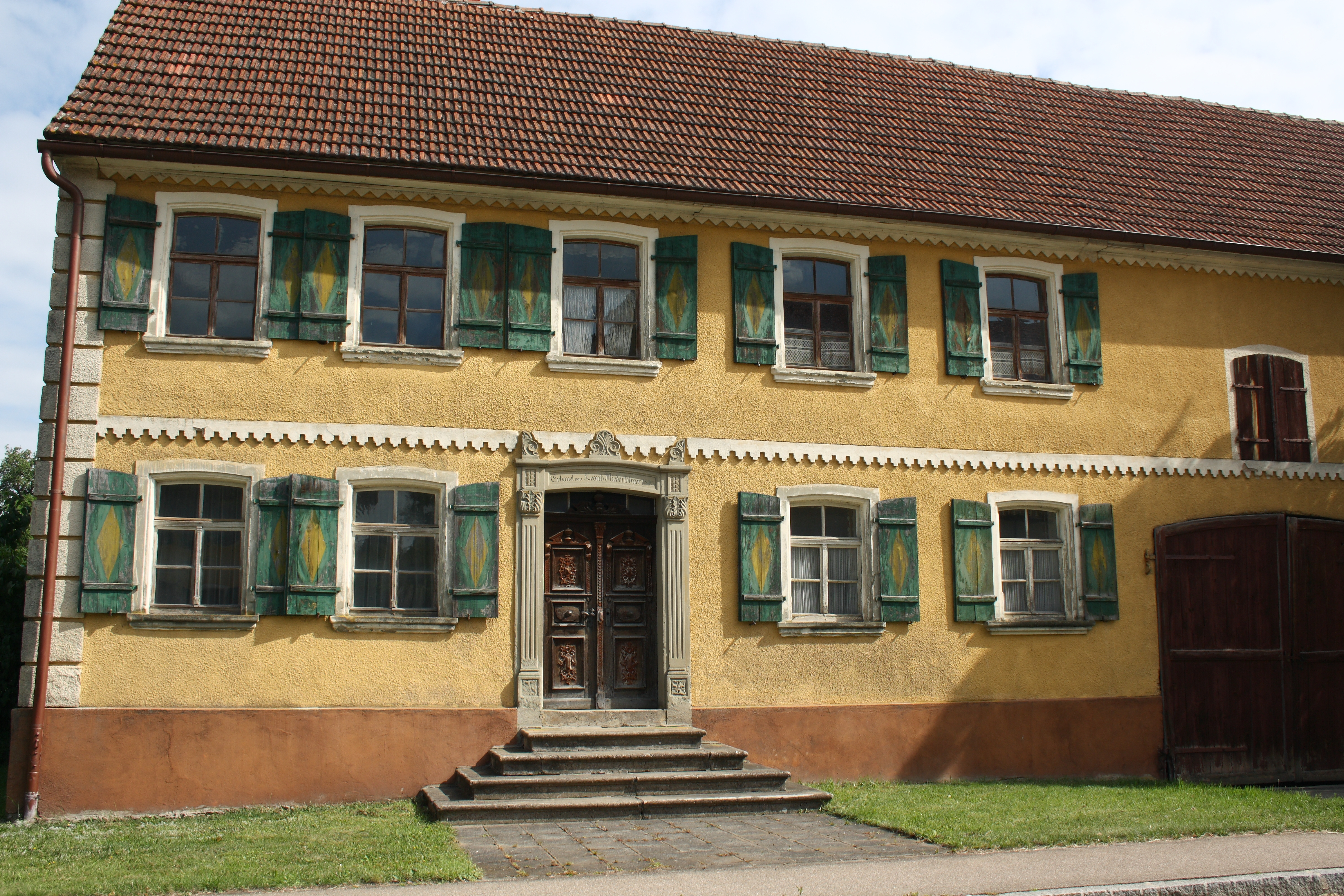
Wohnhaus von Leonhard Niederlöhner in Obermögersheim mit Inschrift im Türsturz: „Erbauet von Leonh. Niederlöhner 1895“

## Leben
Niederlöhner besuchte die Volksschule und landwirtschaftliche Fortbildungsschule in Obermögersheim. Er erlernte das Bäckereigewerbe und war auch in der Ökonomie und Gastwirtschaft tätig. 1893 wurde er zum Beigeordneten und 1898 zum Bürgermeister in Obermögersheim gewählt. Ab 1880 bis 1890 war er Rechner der Darlehnskasse Obermögersheim und gehörte seit 1899 dem Distriktratsausschuss Wassertrüdingen an.
Von 1907 bis 1918 war er Mitglied des Deutschen Reichstags für den Wahlkreis Mittelfranken 5 (Dinkelsbühl, Gunzenhausen, Feuchtwangen) und den Bund der Landwirte. Im Reichstag schloss er sich der Fraktion der Deutsch-Konservativen Partei an.